# Mandjou
Mandjou es una comuna camerunesa perteneciente al departamento de Lom-et-Djérem de la región del Este.
En 2005 tiene 17 097 habitantes, de los que 2616 viven en la capital comunal homónima.
Se ubica en la periferia oriental de la capital regional Bertoua, en la salida de dicha ciudad por las carreteras N1 y N10.

## Localidades
Comprende, además de Mandjou, las siguientes localidades:
- Adinkol
- Bazzama
- Bindia
- Boulembe
- Daïguene
- Gamboula
- Gounte
- Grand Mboulaye
- Kouba
- Koubou
- Letta
- Mboulaye I
- Moïnam
- Ndanga Ndengue
- Ndembo Batouri
- Ndemnam
- Ndong-Mbome
- Ndoumbe
- Sambi
- Toungou